# Martot
Martot là một xã thuộc tỉnh Eure trong vùng Normandie miền bắc nước Pháp.